# Бурчуладзе, Анастасия Георгиевна
Анастасия Георгиевна Бурчуладзе (род. 13 мая 1996, Архангельск, Россия) — российский кандидат в космонавты-испытатели отряда ФГБУ «НИИ ЦПК имени Ю. А. Гагарина» (4-й открытый набор космонавтов Роскосмоса).
Опыта космических полётов не имеет.

## Биография
Родилась 13 мая 1996 года в Архангельске. В 2014 году окончила среднюю общеобразовательную школу в Серпухове и поступила в Московский авиационный институт, который окончила в 2020 году по специальности «Двигатели летательных аппаратов».
С сентября 2015 года по октябрь 2018 года работала техником дирекции института аэрокосмических конструкций, технологий и систем управления Московского авиационного института; с февраля 2019 года работает инженером-конструктором Научно-производственного объединения имени С.А. Лавочкина. Помимо основных трудовых обязанностей является членом Совета молодых работников предприятия.

## Космическая подготовка
В августе 2023 года подала заявление на участие в 4-м открытом наборе космонавтов Роскосмоса, успешно прошла все этапы отбора, включающие в себя профотбор, проверку физической подготовки, медицинское и психологическое обследование. 21 февраля 2024 года получила заключение Главной медицинской комиссии о годности к специальным тренировкам. 27 мая 2024 года решением Межведомственной комиссии стала одним из четырёх победителей конкурса по открытому набору в отряд космонавтов и была рекомендована к назначению на должность кандидата в космонавты-испытатели отряда «Роскосмоса». 2 сентября 2024 года приступила к двухлетней общекосмической подготовке.

## Увлечения
Увлекается катанием на сноуборде, участием в забегах на дистанции 5 и 10 км, рукоделием (вышиванием крестиком, вязанием) и фитнесом. Во время учёбы в школе с 2012 по 2013 годы занималась планерным спортом в Центральном планерном аэроклубе в городе Орле (самостоятельное управление). Увлекалась танцами и гастролировала со школьным ансамблем.